# Burgille
Burgille é uma comuna francesa na região administrativa de Borgonha-Franco-Condado, no departamento de Doubs. Estende-se por uma área de 9,28 km². Em 2010 a comuna tinha 580 habitantes (densidade: 62,5 hab./km²).